# Cynoglossum
Cynoglossum L.  è un genere di piante della famiglia delle Boraginacee.

## Descrizione
Il genere comprende piante biennali o perenni e, raramente, annuali.
I fiori sono portati in cime  generalmente senza brattee. Il calice è cinque-fido fin quasi alla base e accrescente. La corolla ha un corto tubo cilindrico o infundibuliforme, il lembo è rotato e cinque scaglie ne chiudono la fauce. Gli stami sono inclusi, inseriti nella metà superiore del tubo. Lo stilo è incluso e lo stimma è piccolo e subcapitato. Le nucule hanno forma da ovoide a subglobosa e sono glochidiate, la superficie esterna può essere convessa,  piatta o leggermente concava, qualche volta ci può essere un distinto bordo o disco.

## Distribuzione e habitat
Il genere è ampiamnete diffuso nelle regioni temperate e subtropicali di Europa, Asia, Africa e Oceania.

In Italia sono presenti le seguenti specie:
- C. magellense
- C. clandestinum
- C. creticum
- C. montanum
- C. nebrodense
- C. columnae
- C. officinale
- C. barbaricinum

## Tassonomia
Il genere annovera le seguenti specie:
Binomi obsoleti
- C. cheirifolium L. = Pardoglossum cheirifolium (L.) E.Barbier & Mathez